# Odargowo (województwo zachodniopomorskie)
Odargowo – wieś w Polsce położona w województwie zachodniopomorskim, w powiecie stargardzkim, w gminie Dobrzany, położona 4,5 km na południowy zachód od Dobrzan (siedziby gminy) i 21 km na wschód od Stargardu (siedziby powiatu).

## Zabytki
- kościół z XV/XVI w. z bogato dekorowanym szczytem późnogotyckim, w elewacjach bocznych lekkie cechy renesansowe, wieża dobudowana w XIX w. nakryta strzelistym hełmem z iglicą. Cenne wyposażenie z ok. 1600;
- grodzisko z VIII w.;
- dom ryglowy z XVIII w.[4]

## Historia
W czasie II wojny światowej Niemcy utworzyli we wsi podobóz pracy przymusowej obozu jenieckiego Stalag II D.
W latach 1975–1998 miejscowość położona była w województwie szczecińskim.